# 理容師法
理容師法（りようしほう、昭和22年法律第234号）は、理容師、管理理容師全般の職務・資格などに関する日本の法律である。
1947年（昭和22年）12月24日に公布され、1948年（昭和23年）1月1日に施行された。下位法令に理容師法施行令（昭和28年政令第232号）、理容師法施行規則（平成10年厚生省令第4号）がある。本項目ではそれぞれ政令、省令と表記する。

## 内容

### 目的
理容師の資格を定めること、また理容の業務が適正に行われるよう衛生面から規律することより、公衆衛生の向上に資すること（第1条）を目的としている。

### 定義
- 理容：髪の刈り込み、顔そり等の方法により容姿を整えること（第2条第1項）。

仕上げとして行われるコールドパーマネントウェーブは理容の範囲に含まれる。
- 理容師：免許を取得し、業として理容を行う者（同第2項）。

理容師免許を取得したものでなければ理容を業としてはならない（第6条）。
- 理容所：理容の業を行うために設けられた施設（第2条第3項）。

### 理容師
理容師は理容を行うにあたって次の措置をとることとされる。
- 皮膚に接する布および器具（クリッパー、はさみ、櫛、刷毛、ふけ取り、剃刀その他皮膚に直接接する器具（省令第24条））を常に清潔に保つこと（第9条第1項）。

その他シェービングカップなど、上記の器具を介し皮膚に間接的に接する器具についても消毒を行い、清潔を保たねばならないとされる。
- 前述の布は客一人ごとに清潔なものに取り替え、前述の器具は客一人ごとに消毒すること（同第2項）。消毒の具体的な方法については省令第25条に規定されている。
- その他都道府県などの条例で定める措置（第9条第3項）。

常時2名以上の理容師が従事する場合は、理容所ごとに1名の管理理容師を置くこととされる（第11条の4）。

### 理容所
理容所を開設する場合はあらかじめ都道府県知事等に届け出を行わなければならないとされる（第11条第1項）。
理容所の開設者は衛生に関する次の措置を取ることとされる。
- 常に理容所を清潔に保つこと（第12条第1号）。清潔を保つための措置としては、床や腰板（内壁の下部に張る板）は不浸透性であること（省令第26条第1項）、流水装置を設けること（同第2項）、蓋付きの汚物箱及び毛髪箱を備えること（同第3項）が定められている。
- 消毒設備を設けること（第12条第2号）。
- 採光、照明及び換気を充分にすること（第12条第3号）。採光、照明の基準としては理容を行う作業面の照度を100ルクス以上に保つこと（省令第27条第1項）、換気の基準としては理容所内の二酸化炭素濃度を5000ppm以下に保つ程度の換気能力が必要と定められている。

また、次の例外を除き理容所以外の場所で美容の業を行ってはならないとされる（第6条の2）。
- 疾病その他の理由により、美容所に来ることができない者に対して美容を行う場合（政令第4条第1項）。
- 婚礼その他の儀式に参列する者に対してその直前に理容を行う場合（政令第4条第２項）。
- その他都道府県などの条例で定める場合（政令第4条第３項）。

### 理容師試験と指定試験機関
理容師試験に合格した者は、厚生労働大臣の免許を受けて理容師になることができる（第2条）。理容師試験は学校教育法第90条に規定する者、つまり大学に入学できる者であって、都道府県知事の指定した理容師養成施設を卒業したものでないと受験できない（第3条第3項）。理容師試験及び理容師養成施設に関しては理容師法施行規則とは別の省令に定められている（同第4項）。詳細は理容師養成施設指定規則（平成10年厚生省令第5号）の項を参照。理容師試験は厚生労働大臣が行うこととされているが（第3条第2項）、厚生労働大臣が指定試験機関を定めた場合はそちらが試験の実施等に関する事務を行う（第4条の2第1項）。令和4年現在は指定試験機関として財団法人理容師美容師試験研修センターが指定され、試験の事務を行っている。その他第4条の２から１９にも理容師試験および指定試験機関に関する規定がある。

### 理容師名簿と指定登録機関
理容師免許を受けたものは厚生労働省に保管された理容師名簿に登録される（第5条の2第1項）が、厚生労働大臣が指定登録機関を定めた場合はそちらが理容師の登録の実施や名簿の管理等に関する事務（登録事務）を行う（第5条の3第1項）。令和4年現在の指定登録機関は財団法人理容師美容師試験研修センターのみ。第5条の4から6にも理容師の登録に関する規定がある。